# Felix Swinstead
Felix Gerald Swinstead (Londres, 25 juin 1880 – Southwold, 14 août 1959) est un pianiste, compositeur et pédagogue anglais.

## Biographie
Swinstead remporte une bourse Sterndale Bennett et un Thalberg-Stipendium pour étudier à la Royal Academy of Music : le piano auprès de Tobias Matthay et la composition avec Frederick Corder. Plus tard, il est professeur de piano dans l'institution.

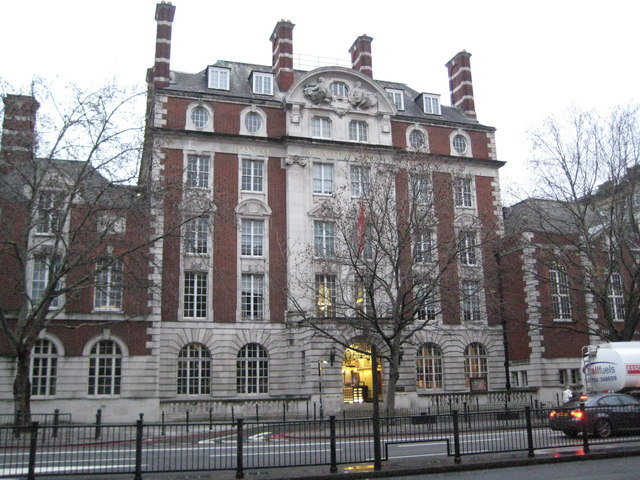
Royal Academy of Music à Londres.

En tant que pianiste, il se produit au Royaume-Uni, au Canada, en Afrique du sud, en Australie et aux Antilles. Il a composé environ deux cents œuvres, principalement de petites pièces pour piano, dont beaucoup d'exercices pour les pianistes étudiants. Certains sont rassemblés dans des collections, tels ceux nommés Album Leaves, Fancies Grave and Gay et Idylls. Il compose également des pièces plus exigeantes comme des pièces de concerts.
En outre, Swinstead compose quelques morceaux et une Sonate pour violon et piano, une Romance pour violoncelle et piano, et un cycle de mélodies, Sing-Song. Ses seules pièces pour orchestre connues et répertoriées, sont : une Suite Scarlatti, d'après des sonates pour le clavier de Domenico Scarlatti (pour piano et orchestre à cordes, et deux pianos) et Red Gauntlet, joué à l'occasion de sa mort par l'Orchestre de la Royal Academy of Music, sous la direction d'Ernest Reed. Un autre Concertstueck figure dans le manuscrit.